# Paolo Bertolucci
Pour les articles homonymes, voir Bertolucci.
Paolo Bertolucci, né le 3 août 1951 à Forte dei Marmi en Italie, est un ancien joueur de tennis professionnel italien.

## Parcours dans les tournois duGrand Chelem

### En simple
| Année | Open d'Australie | Open d'Australie | Internationaux de France | Internationaux de France | Wimbledon       | Wimbledon  | US Open         | US Open    | Open d'Australie | Open d'Australie |
| ----- | ---------------- | ---------------- | ------------------------ | ------------------------ | --------------- | ---------- | --------------- | ---------- | ---------------- | ---------------- |
| 1972  | —                | —                | 2e tour (1/32)           | F. Jauffret              | 1er tour (1/64) | J. McManus | —               | —          | n.o.             | n.o.             |
| 1973  | —                | —                | 1/4 de finale            | N. Pilić                 | —               | —          | 1er tour (1/64) | J. Simpson | n.o.             | n.o.             |
| 1974  | —                | —                | 1er tour (1/64)          | W. Brown                 | —               | —          | —               | —          | n.o.             | n.o.             |
| 1975  | —                | —                | 2e tour (1/32)           | I. Năstase               | —               | —          | —               | —          | n.o.             | n.o.             |
| 1976  | —                | —                | 1er tour (1/64)          | B. Mignot                | —               | —          | 1er tour (1/64) | G. Mayer   | n.o.             | n.o.             |
| 1977  | —                | —                | 3e tour (1/16)           | B. Mottram               | —               | —          | —               | —          | —                | —                |
| 1978  | n.o.             | n.o.             | 3e tour (1/16)           | B. Borg                  | —               | —          | —               | —          | —                | —                |
| 1979  | n.o.             | n.o.             | 1er tour (1/64)          | B. Taróczy               | —               | —          | —               | —          | —                | —                |
| 1980  | n.o.             | n.o.             | 3e tour (1/16)           | W. Fibak                 | —               | —          | —               | —          | —                | —                |
| 1981  | n.o.             | n.o.             | 1er tour (1/64)          | G. Vilas                 | —               | —          | —               | —          | —                | —                |
| 1982  | n.o.             | n.o.             | 1er tour (1/64)          | H. Solomon               | —               | —          | —               | —          | —                | —                |

N.B. : à droite du résultat se trouve le nom de l'ultime adversaire.

### En double
| Année | Open d'Australie | Open d'Australie | Internationaux de France     | Internationaux de France   | Wimbledon                    | Wimbledon              | US Open | US Open | Open d'Australie | Open d'Australie |
| ----- | ---------------- | ---------------- | ---------------------------- | -------------------------- | ---------------------------- | ---------------------- | ------- | ------- | ---------------- | ---------------- |
| 1972  | —                | —                | 2e tour (1/16) C. Barazzutti | J. Kodeš J. Kukal          | 1er tour (1/32) E. Di Matteo | J. Clifton P. Hutchins | —       | —       | n.o.             | n.o.             |
| 1973  | —                | —                | 1er tour (1/32) A. Panatta   | J. McManus A. Pattison     | —                            | —                      | —       | —       | n.o.             | n.o.             |
| 1974  | —                | —                | —                            | —                          | —                            | —                      | —       | —       | n.o.             | n.o.             |
| 1975  | —                | —                | 1/4 de finale A. Panatta     | J. Gisbert M. Orantes      | —                            | —                      | —       | —       | n.o.             | n.o.             |
| 1976  | —                | —                | 1/8 de finale A. Panatta     | P. Cornejo J. Fillol       | —                            | —                      | —       | —       | n.o.             | n.o.             |
| 1977  | —                | —                | 1/4 de finale A. Panatta     | B. Hewitt I. Năstase       | —                            | —                      | —       | —       | —                | —                |
| 1978  | n.o.             | n.o.             | 1er tour (1/32) A. Panatta   | W. Fibak T. Okker          | —                            | —                      | —       | —       | —                | —                |
| 1979  | n.o.             | n.o.             | 2e tour (1/16) A. Panatta    | P. Dupré S. Smith          | —                            | —                      | —       | —       | —                | —                |
| 1980  | n.o.             | n.o.             | 1/4 de finale A. Panatta     | B. Manson B. Taróczy       | —                            | —                      | —       | —       | —                | —                |
| 1981  | n.o.             | n.o.             | 1er tour (1/32) A. Panatta   | E. Bengoechea M. Hocevar   | —                            | —                      | —       | —       | —                | —                |
| 1982  | n.o.             | n.o.             | 1er tour (1/32) A. Panatta   | H. Gildemeister B. Prajoux | —                            | —                      | —       | —       | —                | —                |

N.B. : le nom du ou de la partenaire se trouve sous le résultat ; le nom des ultimes adversaires se trouve à droite.